# Cinta el Encuentro
Cinta el Encuentro är en ort i Mexiko.   Den ligger i kommunen La Independencia och delstaten Chiapas, i den sydöstra delen av landet, 800 km öster om huvudstaden Mexico City. Cinta el Encuentro ligger 1 509 meter över havet och antalet invånare är 280.
Terrängen runt Cinta el Encuentro är huvudsakligen platt, men åt nordost är den kuperad. Runt Cinta el Encuentro är det ganska glesbefolkat, med 43 invånare per kvadratkilometer. Närmaste större samhälle är Las Margaritas, 13,6 km norr om Cinta el Encuentro. I omgivningarna runt Cinta el Encuentro växer huvudsakligen savannskog.